# Ільзак (кантон)
Ільза́к (фр. Illzach) — кантон у Франції, в департаменті Верхній Рейн регіону Ельзас.

## Склад кантону
Кантон включає в себе 11 муніципалітетів:
| Муніципалітет | Площа | Населення, осіб | Рік  |
| ------------- | ----- | --------------- | ---- |
| Бальдерсайм   | 12,76 | 2206            | 1999 |
| Банценайм     | 21,22 | 1655            | 2006 |
| Баттенайм     | 16,88 | 1283            | 2007 |
| Ільзак        | 7,50  | 14889           | 2007 |
| Ніффер        | 8,72  | 657             | 1999 |
| Омбур         | 15,32 | 863             | 1999 |
| Оттмарсайм    | 25,67 | 1897            | 2006 |
| Петі-Ландо    | 17,51 | 646             | 1999 |
| Рюлісайм      | 7,27  | 2451            | 2007 |
| Сосайм        | 16,91 | 5280            | 2007 |
| Шалампе       | 4,77  | 966             | 1999 |

## Консули кантону
| Період    | Консул             | Посада                                                                           |
| --------- | ------------------ | -------------------------------------------------------------------------------- |
| 1982—2000 | Jean-Jacques Weber | Мер муніципалітету Сосайм (1983—2000), депутат Національної асамблеї (1988—2000) |
| 2000—2014 | Bernard Notter     | Заступник мера муніципалітету Сосайм                                             |

| Франція | Це незавершена стаття з географії Франції. Ви можете допомогти проєкту, виправивши або дописавши її. |